# Carol Burnett
Carol Creighton Burnett, född 26 april 1933 i San Antonio, Texas, är en amerikansk skådespelare, komiker, sångerska, författare och underhållare.

## Biografi
Burnett föddes i San Antonio i Texas, men växte huvudsakligen upp i Hollywood i Los Angeles. Hon började sin karriär på nattklubbar och fortsatte sedan i olika TV-program, exempelvis The Ed Sullivan Show. Hon fick en egen show på CBS 1967, The Carol Burnett Show.

## Filmografi i urval
- 1962 – Twilight Zone (TV-serie)
- 1963 – Vem har sovit i min säng?
- 1966–1967 – The Lucy Show (TV-serie) (fyra avsnitt)
- 1967 – Smart (TV-serie)
- 1967–1978 – The Carol Burnett Show (TV-serie) (279 avsnitt)
- 1969–1971 – Sesam (TV-serie) (fem avsnitt)
- 1972 – Varning! Äktenskap pågår!
- 1974 – Stoppa pressarna!
- 1978 – Oh, vilket bröllop!
- 1981 – The Four Seasons
- 1982 – Annie
- 1983–1984 – Mama's Family (TV-serie) (sex avsnitt)
- 1988 – Gisslan (TV-film)
- 1990–1991 – Carol & Company (TV-serie) (31 avsnitt)
- 1992 – Kaos i kulissen
- 1996–1999 – Galen i dig (TV-serie) (tio avsnitt)
- 2001 – Svanen och trumpeten (röst)
- 2008 – Horton (röst)
- 2009 – Det perfekta livet
- 2010 – Lånaren Arrietty (engelsk röst)
- 2019 – Toy Story 4 (röst)